# قلعه ارجان
قلعه ارجان بهبهان در زمان ساسانیان و برای دفاع در برابر هجوم اقوام عرب در قسمت شمال غربی بهبهان توسط آریابرزن که در زبان رومی آریوبرزن گفته می‌شود ساخته شد. قلعه ارجان در شهرستان بهبهان واقع شده است. «پل آمیر» نویسنده کتاب خداوند الموت دربارهٔ ارجان می‌نویسد:
قلعه ارجان بالای کوهی سنگلاخ بنا شده است. قلعه در مرتفع‌ترین قسمت کوه متکی به یک تخته سنگ بزرگ ساخته شده و آب باران از همان تخته‌سنگ وارد انبارهای قلعه می‌گردیده و آنها را پر می‌کرده است.
اسلوب ساختمان برج‌ها از قلاع رومی اقتباس شده و به شکل مکعب می‌باشد. صحن قلعه ارجان نسبتاً وسیع است و از طرف صحن سه طبقه حجره یکی بالای دیگری دیده می‌شود و تمامی حجره‌ها دارای طاق چند شاخه معروف به طاق رومی می‌باشند.